# Delta (album)
Delta è il terzo album in studio della cantante australiana Delta Goodrem, pubblicato il 20 ottobre 2007 attraverso l'etichetta discografica Sony BMG. La Goodrem ha iniziato a lavorarci nel 2006, collaborando con Vince Pizzinga, Tommy Lee James, Jörgen Elofsson, Richard Marx, Stuart Crichton e Brian McFadden, ed ha piazzato, per la terza volta consecutiva, un suo album al primo posto nelle classifiche australiane. L'album è stato anche pubblicato negli Stati Uniti dalla Mercury Records, diventando così il primo album della Goodrem ad essere pubblicato in quel Paese.

## Singoli
- In This Life - Primo singolo dell'album, pubblicato il 15 settembre 2007.
- Believe Again - Secondo singolo pubblicato il 10 dicembre 2007.
- You Will Only Break My Heart - Terzo singolo pubblicato il 29 marzo 2008.
- I Can't Break It to My Heart - Quarto ed ultimo singolo dell'album, pubblicato il 16 agosto 2008.

## Tracce
1. Believe Again – 5:48 (Delta Goodrem, Stuart Crichton, Tommy Lee James, Brian McFadden, Nigel Hove)
2. In This Life – 3:47 (Delta Goodrem, Stuart Crichton, Tommy Lee James, Brian McFadden, Nigel Hove)
3. Possessionless – 4:22 (Delta Goodrem, Andrew Frampton, Steve Kipner, Wayne Wilkins, Brian McFadden)
4. God Laughs – 4:09 (Delta Goodrem, Andrew Frampton, Steve Kipner, Wayne Wilkins)
5. You Will Only Break My Heart – 3:03 (Delta Goodrem, Stuart Crichton, Tommy Lee James, Brian McFadden, Nigel Hove)
6. The Guardian – 3:48 (Carl Björsell, Carl Falk, Sharon Vaughn)
7. Bare Hands – 3:44 (Delta Goodrem, Andrew Frampton, Steve Kipner, Wayne Wilkins)
8. Woman – 4:30 (Steve Mac, Wayne Hector)
9. I Can't Break It to My Heart – 4:00 (Delta Goodrem, Savan Kotecha, Kristian Lundin)
10. Brave Face – 3:45 (Delta Goodrem, Andrew Frampton, Steve Kipner, Wayne Wilkins)
11. One Day – 3:38 (Delta Goodrem, Stuart Crichton, Tommy Lee James, Brian McFadden)
12. Angels in the Room – 4:22 (Delta Goodrem, Stuart Crichton, Tommy Lee James, Brian McFadden, Nigel Hove)
13. Breathe In, Breathe Out – 3:34 (Delta Goodrem, Stuart Crichton, Tommy Lee James)
14. Together We Are One – 4:15 (Delta Goodrem, Guy Chambers, Brian McFadden)

Durata totale: 56:45